# Батак
Вижте пояснителната страница за други значения на Батак.
Батак е град в Южна България. Той се намира в Пазарджишка област и е в близост до град Пещера. Градът е административен център на община Батак. По данни на ГРАО към 15 септември 2023 г. в града живеят 2698 души по настоящ адрес и 2869 души по постоянен адрес.
Според преброяването към 2011 г., населението на Батак възлиза на 3353 души.

## География
Батак се намира в Западните Родопи, на 1036 m надморска височина в долината на Стара река по двата ѝ бряга. Разположен е в котловина, заобиколена от всички страни с хълмове „бърда“ 100 – 200 m над равнището му (Петрово бърдо, Кънева борика, Царюв комин, Кадино бърдо, Свети Георги, Пискилива скала, Галагонката и Бучете), а над тях се издигат върховете на Баташката планина, която на запад граничи с Чепинска река, на юг – с Доспатска река и яз. Доспат, на изток – с река Въча, на север – с Тракийската низина. Тук се намира защитената местност „Баташки снежник“. Недалеч от града са и едни от най-високите върхове в Родопите – Баташки снежник (2082 m), Голяма Сюткя (2185 m).
Батак се намира на 15 km по асфалтиран път от град Пещера, на 35 km от областния център Пазарджик и на около 55 km от Пловдив; на 15 km от град Ракитово и на 27 km от Велинград.

## Климат
Климатът на Батак е преходно-континентален, повлиян забележимо и от надморската височина. Валежите са от 670 до 680 л/м2 годишно. Поради разположението си градът е запазен от силни ветрове. Средната годишна температура е около 10 °C. Зимата е сравнително топла. През есенно-зимния сезон преобладават слънчевите дни. Характерно явление в този район е южният вятър, наричан от местното население „бял вятър". Зимата е с обилни снеговалежи до 63 cm в града и до 150 cm по околните възвишения. Лятото е прохладно и приятно, благодарение на което Батак и районът му се утвърждават като привлекателен планински курорт.

## Население
| година    | 1865 | 1884 | 1887 | 1892 | 1900 | 1905 | 1910 | 1946 | 1956   | 1962   | 1976 | 2010 | 2012 |
| --------- | ---- | ---- | ---- | ---- | ---- | ---- | ---- | ---- | ------ | ------ | ---- | ---- | ---- |
| население | 6500 | 1815 | 1956 | 2368 | 2886 | 3356 | 3764 | 5783 | 10 372 | 10 261 | 6000 | 3631 | 2584 |

## История
Баташките околности са обитавани от най-древни времена, доказателство за това са откритите археологически обекти: развалини на многобройни (близо 20) тракийски, римски, византийски и славянски крепости, над 10 черкви и манастири, тракийски могили, римски мост и др.
Поради липсата на исторически сведения трудно може да се определи с точност годината, в която възниква днешният Батак.
Според някои исторически паметници и най-вече според живото предание, първото име на тогавашното селище било Батево, от брат, или от бате, наречено така, вероятно от самите бежанци избягали от поробителите, или от насила потурчените техни братя от селата в Чепинската котловина. За това свидетелства един ръкопис, приписван на поп Методий Драгинов от 17 век и смятан от съвременните изследователи за фалшификат:
| „ | ...тогись повечето бежанци оть страхоть отидоха при стара риека та сьгрядиха ново селище Батіево. Асань оджя за кашмерь натера потурняците та расипаха 218 црькви. И така Божию попущенію расипаха се бльгарете ва Цепина... | “ |

Много важно свидетелство, което потвърждава съществуването на селището, е надписът върху взидания камък на чешмата при Кричимски манастир „Рождество Богородично“, върху който се разчитат както името Батак, така и имената на батачаните, построили чешмата през 1592 г.
Настоящото си име селището получава по време на османската власт. Предполага се, че поради трудното за османските поробители произнасяне на името Батево то бива сменено на Батак (в превод от турски „кал“), по причина на езерото, което се намира в близост от северозападната му страна. Езеро, което селяните наричали „блато“, а турците „гьол“ или „батак“, защото по-голямата му част била покрита с преплетени над водата корени, обраснали с шавар, папур и трева, където мнозина, които не познавали местността, са пропадали с конете си и са потъвали на дъното му.
Стратегическото географско положение на Батак, разполовен от двете страни на Стара река в подножието на високия родопски връх Скардак (Баташки снежник), в котловина обградена от вековни планински дървета, защитена от север с непроходимо блато, не е случайно. Именно тук първите заселници са търсили закрила от фанатичните нападения на свирепите османски завоеватели. По този начин те не изгубили бащините си традиции, съхранили вярата и обичаите си, за разлика от другите населени места в Родопите, които били насилствено асимилирани и принудени да приемат исляма.
Трудните условия за живот правили батачани сурови, решителни и безстрашни. Дърводобивът се превръща в основния поминък на населението. От качествената местна дървесина се строят корабите на турската империя, развива се търговията. Търговците от Батак разгръщат връзките си с близките народи от Средиземноморието и западните Балкани.
Батак става притегателна сила за много родолюбци, които се преселват тук, за да съхранят християнската си вяра. Все повече нараства желанието на свободолюбивото населението за независимост. В Батак израстват видни духовни дейци като игумен Йосиф Строителя, възстановил Рилския манастир в сегашния му вид, игумените Кирил и Никифор, авторът на забележителния „Български буквар“ (1844 г.) Георги Бусилин и др.

### Априлското въстание и Баташкото клане
В съзнанието на българите гр. Батак винаги се свързва с трагичните събития, случили се тук по време на и веднага след Априлското въстание от 1876 г. При потушаването на въстанието през май 1876 г. местните хора отначало предават оръжията си, но първоначално „миролюбивата“ 8-хилядна армия от башибозуци, предвождани от Ахмед ага Барутанлията впоследствие извършват безпощадно масово клане над българите, по-известно днес като Баташкото клане. Част от населението бива обсадено в църквата „Св. Неделя“ в продължение на дни. Обстановката вътре е драматична – недостигът на вода кара жените да копаят с голи ръце кладенец в земята, който и днес може да се види, с цел да намерят вода за децата си. Накрая, при превземането на храма, всички християни (около 2000) са изклани от башибозуците. По време на „предаването“ на оръжието, някои от хората в селото успели да избягат, след това селището било обкръжено, за да не може никой да го напусне. Башибозуците се разпределили по къщите и започнали да ги ограбват. Много от по-крайните домове в селото били изгорени, башибозуците стреляли с пушките по прозорците на други къщи и напосоки към всичко, което се движело или не. Хората започнали да се крият в сградите с по-здрава конструкция в селото, които щели да издържат и в църквата и училището, но и някои от къщите на чорбаджиите и в Богдановата къща.  Благодарение на славната саможертва на Батак за освобождение на отечеството светът узнава за България и нейната воля за освобождение. Това дава моралното право на Русия да се намеси и скоро да обяви Освободителна война. Според различни оценки, около 5000 души от селото са избити.
На 21 юни 1899 година в Батак се основава дружество на Македонската организация с председател Иван Хаджипопов, секретар Спас Калоянов и касиер Никола Попов. В граничния пункт са изпратени 900 пушки и 280 сандъка с патрони, които в следващите месеци по тайни канали са прехвърлени в Османската империя.
При избухването на Балканската война в 1912 година пет души от Батак са доброволци в Македоно-одринското опълчение.
Непосредствено след Деветосептемврийския преврат от 1944 година в селото се стига до престрелка между комунисти и полиция.
С Указ № 546 на Президиума на Народното събрание от 7 септември 1964 г. Батак придобива статут на град.

## Религия
Населението е съставено предимно от християни. Основната религия е православие.
Най-старата църква в града, както и една от най-старите в областта е „Св. Неделя“. Построена е през 1813 г. В храма църковните служби се изпълнявали на черковнославянски език, докато навсякъде другите в черквите било позволено да се служи само на гръцки език. След клането от 1876 г. църквата е недействаща и превърната в музей костница. През 1912 са положени основите на новата църква „Успение на Пресвета Богородица“. Храмът е построен по проект на чешкия архитект Йосиф Шнитер.
В околностите на града са разпръснати множество малки параклиси, сред които: „Свети Андрей Първозвани“, „Света Марина“, „Свети Яков“ и „Свети архангел Михаил“.
На 3 април 2011 г. със специално решение Св. Синод на БПЦ обявява за свети новомъченици българите, загинали в баташкото клане. Историята е запазила много от имената на баташките мъченици – това са зверски убитите местни свещеници Петър и Нейчо, великомъченикът Трендафил Тошев Керелов – жив опечен на клада, запазени са имената и на някои от избитите – Иван, Илия и други, изписани на паметната стена в музея в Батак. Паметта им се почита официално на 17 май. Църковното прославление – службата, на която за първи път се почита паметта на светците е отслужена на 17 май 2011 г. от митрополит Николай Пловдивски. В церемонията вземат участие членовете на Св. Синод, както и гостите от Вселенската, Александрийската, Антиохийската, Московската, Сръбската, Румънската и Грузинската патриаршия и от Кипърската, Еладската, Полската, Албанската и Чешката архиепископия. Мощите на светите мъченици са поставени за поклонение на специален подиум в изработена дърворезбена позлатена рака.

## Културни и природни забележителности
Батак е сред Стоте национални туристически обекта на Български туристически съюз.
- Исторически музей, 08:30 – 17:30 ч., без почивен ден, има печат.
- Балиновата къща е построена около 1895 г. В нея е живял Борис Балинов и Трендафил Балинов – секретар на Работнически младежки съюз и участник в антифашистката съпротива. Къщата е етнографски музей от 1968 г., неделима част е от музейния комплекс на Исторически музей Батак и е една от забележителностите на град Батак.
- Църквата „Св. Неделя“ Построена е през 1813 г. върху място на Тодор Балинов (кмет на селото по това време), дарено от него специално за построяването на църквата. Построена за 75 дни с труда на батачани. Архитекти на сградата са костурските майстори, преселници в Брацигово, Марко Зисо и Петър Чомпъл. Храмът представлява кръстовидна куполна постройка, изградена изцяло от камък, с дъбови врати и обградена с високи каменни стени.
- Язовир Батак и местността курорт „Цигов чарк“ са разположени в Западните Родопи, на 7 km от Батак. Идеално място за отдих по всяко време на годината. Самият курорт разполага с добра леглова база от всички категории, с много заведения и ресторанти. Водите на язовира дават прекрасни възможности за водни спортове и риболов.
- Местността Широка поляна се намира в северозападната част на Западните Родопи. Преобладаващата надморска височина е 1500 – 1700 m. Характерният за Родопите релеф – редуване на горски масиви с обширни поляни, създава отлични условия за формиране на добри дивечови запаси. На територията на местността са и язовирите „Широка поляна“ и „Тошков чарк“, предлагащи отлични условия за риболовен спорт и пълноценен отдих.
- Местността Беглика заема т.нар. Беглишка заравненост в централната част на Западните Родопи със средна надм. височина 1700 m. Живописният планински пейзаж привлича много туристи, а язовирите и кристално бистрите реки предлагат чудесни условия за риболов. Богатото дивечово разнообразие от елен, сърна, глухар, дива свиня, благоприятства развитието на ловния туризъм.
- Атрактивни са и двата резервата – Беглика (заедно с язовира „Голям Беглик“) с площ 415 ха, обрасла с вековни иглолистни дървета, и „Дупката“ – природен феномен с разнообразна флора и фауна под егидата на ЮНЕСКО.
- Паметниците на хълма, от където се вижда цял Батак и кръстът, построен през 2007 г. до паметниците.

## Образование
- Основно училище „Отец Паисий“
- Народно читалище „4-ти май“
- Професионална гимназия по горско стопанство и дървообработване „Стефан Божков“

## Редовни събития и обичаи
- „Процепи“ – Един много интересен обичай е паленето на обредни огньове на Сирни Заговезни (Прошки), обикновено февруари – март. Процепът е съставен в основата си от изправена и вкопана в земята, много висока дървена греда, около която се натрупва слама и се подпират конусовидно дървени дъски. Целта е да се разпали много висок огън, в някои случаи над 4 метра. Процепите се палят вечер и са разположени по възвишенията около града, така че да са видими от всички страни. Всеки квартал прави свой процеп, като целта е той да е най-висок. Събитието е повод за веселие на стари и млади. Всички се чернят с въглени от огъня, за да се уплаши и избяга лошото и за здраве. През този ден по традиция се иска прошка от близки и роднини за сторените грешки.
- 15 август – Успение на Света Богородица – храмов празник на църква „Св. Успение Богородично“ в Батак. Почита се с общ събор при параклиса „Латинска Света Богородица“, като всяка къща прави курбан – обикновено се коли агне, осветено преди това от свещеника. Там се служи служба, свети се вода. На тази местност се варят курбаните и се раздават за здраве.
- Регионален фолклорен събор за автентичен фолклор – 15 август, телефони за връзка: 03553/22 22.
- Ежегодно отбелязване на годишнината от Априлското въстание – 17 май, празненствата включват отслужване на панихида в храм-паметника „Св. Неделя“, поднасяне на венци пред вечния огън и основните крепости на априлци, тържествена заря проверка.

## Личности
- Трендафил Керелов – дългогодишен кмет на Батак, водач на въстанието 1876 г., жив изгорен на клада
- Ангел Керелов – водач на въстанието 1876 г., петстотник
- Стефан Керелов – водач на въстанието 1876 г., петстотник
- Петър Керелов – водач на въстанието 1876 г., стотник, зверски убит по време на въстанието
- Серафин Лулугов – четник и участник във въстанието 1876 г., петдесетник
- Борис Балинов – кмет (1946 – 1948)
- Тодор Балинов – първият избран християнски кмет на Батак
- Йосиф Строителя – игумен на Рилския манастир
- Тодор Банчев – хайдут Тодор
- Георги Бусилин – възрожденец
- Драган Манчов – възрожденец
- Петър Горанов – възрожденец
- Трендафил Балинов – общественик
- Ангел Балинов – общественик
- Стефан Тодоров Божков – общественик
- Тодор Коларов – общественик
- Ангел Чаушев – общественик
- Илия Чаушев – общественик
- Георги Чолаков – общественик
- Никола Чолаков – общественик
- Никола Ненов Чолаков – роден през 1848 година, участник в Априлското въстание. Останал по чудо жив и починал на 27 февруари 1931 г.
- Петър Найчев – общественик
- Георги Ванчев – общественик
- Катерина Ванчева – общественик
- Ангел Марин (1942 – 2024) – вицепрезидент на България
- проф. Ангел Чаушев – икономист, бивш министър на труда
- проф. Янко Янев – юрист, кмет на Батак (1944 – 1945)
- проф. инж. Стефан Василев – министър на народната просвета (р. 1969)
- проф. д-р инж. Васил Стоилов – чл. кор. на БАН, гл. директор на Дирекцията за възстановяване на София (1945 – 1949), подпредседател на Комитета за държавно планиране (1950 – 1953), първи зам.-министър на Министерството на строежите (1954 – 1959), ректор на ВИСИ (УАСГ) до 1967 г.
- проф. Тоско Ванчев – член-кор. на БАН, ректор на Висшия селскостопански институт (1966 – 1968)
- проф. Ангел Фикиин – ректор на Висшия институт по хранителна и вкусова промишленост (понастоящем Университет по хранителни технологии), гр. Пловдив (1972 – 1974)
- Димитър Терзийски – кмет на Батак, общественик
- Катя Чукова – актриса (р. 31 март 1931 г.)
- Снежана Генева – художник
- Любомир Станков – художник
- Ангел Гарабитов – художник, дърворезбар
- Борис Шаров – художник (1894 – 1986)
- Марко Карлюков – пилот ВВС
- Тодор Мерджанов – прокурор във Върховна прокуратура гр. София
- Росица Везева – лекар
- проф. арх. Георги Стойчев – автор на книга за архитектурата на Батак
- Димитър Т. Радулов – замръзнал на поста си в ``Булаир`` през февруари 1912 г.

Починали в Батак
- Никола Ковачевски (1832 – 1882), български просветен деец

## Други
Уникална брадва – балтак (баташки топор), произвеждан от самобитни майстори в региона. С балтака се извършват 95% от горските дейности вкл. и измерване (разстоянието от върха на острието до края на „държалото“ е точно 1 метър).
Едно от най-популярните ястия в Батак е така наречения „фасул с кочани“.
На Батак е наречена улица в квартал „Хаджи Димитър“ в София (Карта). На северозападния бряг на остров Смит в Антарктика се намира морският нос, носещ името на града „Батак“.
Уникално със своя аромат и вкус е баташкото червено вино „кърчаг“.
Домашноприготвеният от месо деликатес „старец“ и баташката сланина са характерни за баташката трапеза.